# Okręg południowy Kościoła Adwentystów Dnia Siódmego w RP
Okręg południowy – jeden z trzech okręgów diecezji południowej Kościoła Adwentystów Dnia Siódmego w RP. Terytorialnie obejmuje zbory i grupy znajdujące się na terenie Śląska Cieszyńskiego i południowo-zachodniej Małopolski, w granicach powiatów: cieszyńskiego, bielskiego i żywieckiego oraz miasta Bielska-Białej z województwa śląskiego, a także powiatu suskiego i gminy Andrychów z województwa małopolskiego. Siedziba okręgu znajduje się w Bielsku-Białej.
Adwentyzm dotarł do Bielska w 1903 roku, skąd rozprzestrzenił się na okolicę m.in. do Cieszyna (1908) czy Wisły (1911), gdzie powstały później zbory. Władze austriackie nie uznawały ani nie tolerowały adwentystów, więc funkcjonowały one jako stowarzyszenia. W okresie międzywojennym istniały zbory m.in. w Wiśle (kilka), Cieszynie, Jaworzu, Nierodzimiu, Skoczowie. Podlegały diecezji śląsko-galicyjskiej.
Śląsk Cieszyński i obejmujący zbory tego regionu okręg południowy jest dziś najgęstszym i największym skupiskiem wyznawców adwentyzmu w Polsce, przy czym sam okręg jest najmniejszym terytorialnie okręgiem senioralnym Kościoła w Polsce, jedynym, który został wydzielony z większego obszaru województwa jako oddzielna jednostka administracyjna.
Aktualnie do okręgu południowego należy 12 zborów i 1 grupa.
Seniorem okręgu południowego jest pastor Włodzimierz Pilch ze zboru w Skoczowie.

## Zbory
| Miejscowość          | Jednostka                       | Pastor                  | Rok założenia |
| Andrychów            | zbór w Andrychowie              | kazn. Zenon Samborski   |               |
| Bielsko-Biała        | I zbór w Bielsku-Białej         | kazn. Zenon Samborski   | 1906          |
| Bielsko-Biała        | II zbór w Bielsku-Białej        | kazn. Zenon Samborski   |               |
| Cieszyn              | zbór w Cieszynie                | kazn. Włodzimierz Pilch | 1912          |
| Czechowice-Dziedzice | zbór w Czechowicach-Dziedzicach | kazn. Zenon Samborski   | 1918          |
| Jaworze              | zbór w Jaworzu                  | kazn. Zenon Samborski   | 1922          |
| Oświęcim             | zbór w Oświęcimiu               | kazn. Zenon Samborski   |               |
| Skoczów              | zbór w Skoczowie                | kazn. Włodzimierz Pilch | 1911          |
| Ustroń               | zbór w Ustroniu                 | kazn. Włodzimierz Pilch | 1911          |
| Wisła                | zbór w Wiśle                    | kazn. Włodzimierz Pilch | 1912          |
| Zaborze              | zbór w Zaborzu                  | kazn. Włodzimierz Pilch |               |
| Żywiec               | zbór w Żywcu                    | kazn. Włodzimierz Pilch | 1930          |

## Grupy
| Miejscowość     | Jednostka                  | Pastor                  | Rok założenia |
| Sucha Beskidzka | grupa w Suchej Beskidzkiej | kazn. Włodzimierz Pilch | nie istnieje  |